# 三沢勝衛
三沢 勝衛（三澤 勝衛 みさわ かつえ、1885年1月25日 - 1937年8月18日）は、日本の地理学者。

## 略歴
長野県更級郡三水村今泉（現長野市信更町）の農家に生まれる。11歳で更級郡更府尋常小学校を、15歳で上水内郡（かみみのちぐん）水内高等小学校を卒業する。農業に従事しながら勉学に励み、18歳の時、更府小学校の補助代用教員となり、翌年、小学校準教員検定に合格し、長野県内各地の学校教諭勤務の後、21歳で小学校尋常科正教員の検定に合格する。1907年（明治40年）23歳で小学校本科正教員の検定に合格し、31歳まで県内各地の小学校訓導を務める。その間に教育学書や哲学書などを多読し、小学校の地理教育や歴史教育に関する論文三編を信濃教育会編『信濃教育』に発表する。
1920年（大正9年）、長野県立諏訪中学校（現長野県諏訪清陵高等学校）教諭を務める。地理学、博物科の鉱物学、太陽黒点観測をはじめとする天文学の研究に打ち込み、総合的で独創的な風土論を展開した。野外調査を重視し、生徒たちにも実地観察と自分の頭で考える大切さを教え、教え子からは古畑正秋（天文学）、藤森栄一（考古学）、矢沢大二（地理学）、河角廣（地震学）、諏訪彰（火山学）、新田次郎（作家）といった優れた学者、研究者、文化人が輩出している。また、「地域の力」や「地表現象」といった独自の用語によって地理学を論じ、小田内通敏との交流の中で、歴史的考察を含めた経済地理学的な地域研究を行なった。『人生地理学』の著者牧口常三郎と親交があり、牧口は、三澤の亡くなる前年、自宅を訪問している。諏訪清陵高校の敷地内には、膨大な量の研究資料を収めた「三沢勝衛先生記念文庫」がある。
三沢の「風土」は、大地の表面と大気の底面との触れ合う接触面のことで、三沢によると、ここで大地と大気とは化合し、さまざまな風土が生じ、風土を知り尽くすことが自然を活用した産業を育成する基礎であるという。たとえば八ヶ岳山麓のマツ（松）は寒冷地に多くの人々が居住できるための努力で、貴重な宝であると賞賛した。また信州の冬の厳寒と乾燥を利点視し、凍み豆腐、寒天づくりなど産業振興を勧めた。
没後70年以上を経てから著作全集が発行されるなど、今日にも通じる思想を残した人物である。

## 著書
- 『諏訪製糸業の地理的考察』
- 『上諏訪温泉の泉脈について』
- 『八ヶ岳火山麓の景観型』
- 『郷土地理の観方』古今書院、昭和6年10月25日、196p.
- 『新地理教育論』
- 『風土産業』信濃毎日新聞社、昭和16年4月20日、214p.
- 三澤勝衛著作集　『風土の発見と創造』　全4巻　http://shop.ruralnet.or.jp/fair/fair20090426.html

## 関連文献・資料
- 「郷土歴史人物事典 長野」第一法規 1978年
- 木村信夫「自然と生きる農村説く--先駆者三澤勝衛、信州の教壇で「風土学」に心血」（『日本経済新聞』2009年4月17日（金）朝刊14版36面）
- 滝澤忠義『信州の人物余聞』2010年